# ジム・スキナー
ジェームズ・アラン・スキナー（James Alan Skinner、1944年 - ）は、アメリカ合衆国の実業家である。マクドナルドの最高経営責任者 (CEO) や、ウォルグリーン・ブーツ・アライアンスの会長などを務めた。

## 若年期
スキナーはイリノイ州モーリーンで生まれた。父のレオン・スキナーはレンガ職人で、2006年に84歳で亡くなった。
スキナーはアイオワ州ダベンポートで育ち、1962年にダベンポート・ウェスト高校を卒業した。その後、アメリカ海軍に10年近く所属していた。

## キャリア

### マクドナルド
スキナーは、1971年にイリノイ州カーペンターズビルのレストラン・マネージャー研修生としてマクドナルド社でのキャリアをスタートさせた。大学は卒業しておらず、シカゴのルーズベルト大学に通っていたが、2年生の時に中退した。
スキナーは、フィールドオペレーション担当ディレクター、マーケットマネージャー、地域ヴァイスプレジデント、全米シニアヴァイスプレジデント兼ゾーンマネージャーなど、数多くの役職を歴任した。一時、日本マクドナルドの責任者を務めていたこともある。その後、マクドナルド・レストラン・グループの社長兼最高執行責任者 (COO) として、アジア・中東・アフリカ (AMEA) およびラテンアメリカの企業経営を担当した。
2004年、スキナーはマクドナルドのCEOに就任し、顧客戦略、ビジネスの規律、グローバルでの緊密な連携に焦点を当てた経営を行った。
スキナー最大の功績は、"Plan to Win"という戦略により、利益が下がっていたこの会社を反転させることに成功したことである。この戦略では、拡大して新たな店舗を建てるのではなく、既存の店舗を改善することに重点を置いた。「より早くより親切なサービス、より美味しい料理、より魅力的な雰囲気、より良い価値、よりシャープなマーケティング」を実現しようとした。スキナーと彼のチームは、戦略を転換することで、マクドナルドの総売上高を、2004年の501億ドルから2008年には701億ドルに増加させることができた。
2012年6月30日、スキナーはCEOを退任した。2012年の年間報酬総額は27,741,408ドルだった。COOのドン・トンプソンが後任のCEOとなった。

### その他
2014年現在、スキナーは以下の企業の取締役を務めている。
- ヒューレット・パッカード（2013年 - ）
- イリノイ・ツール・ワークス（2005年 - ）
- マクドナルド（2004年 - ）
- ウォルグリーン・ブーツ・アライアンス（2005年 - ）（会長）

## 受賞歴
2009年、『チーフ・エクゼクティブ』誌により「CEOオブ・ザ・イヤー」に選ばれた。